# 菅原道雄
菅原 道雄（すがわら みちお、1937年 - ）は、日本の建築家。石本建築事務所元会長。日本建築家協会、日本建築学会のほか、ULIジャパン（Urban Land Institute）米国建築家協会AIA所属。カルフォルニア大学日本支部理事。社団法人日本外国特派員協会会員。財団法人国際文化会館会員。東京都生まれ。

## 略歴
- 1961年、早稲田大学理工学部建築学科卒業
- 1965年、カリフォルニア大学バークレー校 カレッジ・オブ・エンバイロンメンタルデザイン部建築学専攻修了、BACHELOR OF ARCHITECTURE取得
- 1962年～1967年　チャールズ・イームズ事務所（カルフォルニア州・ベニス）勤務
- 1967年、石本建築事務所勤務
- 1997年～2005年、石本建築事務所代表取締役社長
- 1998年 ミラノ工科大学ボビーサキャンパス国際コンペティション最優秀賞
- 2002年、トレント大学キャンパス国際コンペティション最優秀賞
- 2002年、HON．FAIA（アメリカ合衆国）受賞
- 2005年から、石本建築事務所代表取締役会長

## 代表作品
- 伊勢原市市庁舎・行政文化センター・市民文化会館 - 神奈川県伊勢原市 竣工年月日 1980年
- 川崎駅前一団地整備施設「ルフロン」 - 神奈川県川崎市 / 1988年
- 西新宿木村屋ビルディング - 東京都新宿区 / 1988年
- ナポリ大学キャンパス計画コンペティション当選
- ミラノ市郊外ポビーサ地区再開発コンペティション当選・ミラノ工科大学キャンパス設計

## 著書
- 自由時間社会の文化創造（共著 ぎょうせい 1993年）